# ثقافة الأوروغواي
الثقافة المعاصرة في أوروغواي متنوعة في طبيعتها منذ ازدياد السكان في البلاد وتعد موطن متعدد الثقافات. البلد لديه تركة هائلة من التقاليد الفنية والأدبية وخاصة بالنسبة لصغر حجمه. مساهمة الفاتحين لها بالتناوب من إسبانيا والبرتغال، ومتنوعة من المهاجرين الإيطاليين، والألمان والسويسريين والروس واليهود والأرمن وغيرهم، وقد أدى هذا إلى تمازج التقاليد التي تتكامل مع عناصر هذا التنوع الأميركي الأصلي. أوروغواي منذ قرون لا تزال بها القلاع من الحقبة الاستعمارية. مدنها والتراث المعماري الغني وعدد هائل من الكتاب والفنانين والموسيقيين، فضلا عن المعتقدات والممارسات الدينية. شعبية وموسيقى أوروغواي متشابهة مع الأرجنتين ليس فقط في جذورها ولكن أيضا في رقصة التانغو.